# Shmuel Weinberger
Pour les articles homonymes, voir Weinberger.
Shmuel Aaron Weinberger (né le 20 février 1963) est un mathématicien américain qui travaille en topologie algébrique.

## Biographie
Weinberger obtient un  baccalauréat à l'université de New York en 1981, et un Ph. D. au Courant Institute of Mathematical Sciences de l'université de New York en 1982 sous la direction de Sylvain Cappell (titre de sa thèse : Homotopy equivalent manifolds by pasting. En tant que chercheur postdoctoral, il est instructeur à l'université de Princeton et, en 1984,  professeur assisant, en 1985 professeur associé, et à partir de 1987 professeur titulaire à l'université de Chicago. Entre 1994 et 1996, il est professeur de mathématiques sur la chaire Thomas A. Scott à l'université de Pennsylvanie. Depuis 2012, il dirige la faculté de mathématiques de l'université de Chicago.
De 1989 à 1992 et  en 2004, il est professeur invité au  Courant Institute of Mathematical Sciences, en 2000/2001 il est professeur invité à l'université hébraïque de Jérusalem et en 2006 et en 2011 professeur invité au Mathematical Sciences Research Institute. 
Il travaille en topologie,  géométrie différentielle, théorie géométrique des groupes, et sur des applications de la topologie.
Weinberger a été rédacteur en chef de Geometriae Dedicata et du Journal of Topology and Analysis (qu'il a cofondé).

## Distinctions
En 1994, Weinberger est conférencier invité au Congrès international des mathématiciens à Zurich (titre de sa communication : Nonlocally linear manifolds and orbifolds). En 1986, il est Sloan Research Fellow, et en 1985, il a reçu un Presidential Young Investigator Award. Il est conférencier invité à un mini-symposium au Congrès européen de mathématiques en 2008, de la Société mathématique américaine en 1989, de la Société mathématique du Canada en 2006 de l'Association for Symbolic Logic en 2001.
En 2012, est élu dans la première classe des fellows de l'American Mathematical Society.  En 2013, il est élu fellow de l'American association for the advancement of science.

## Publications (sélection)
- The topological classification of stratified spaces, University of Chicago Press, coll. « Chicago Lectures in Mathematics Series », 1994 (ISBN 0-226-88566-6)[4].
- avec Robert L. Bryant, Steve Ferry et Washington Mio, « Topology of homology manifolds », Annals of Mathematics Série 2, vol. 143, no 3,‎ 1996, p. 435–467 (DOI 10.2307/2118532).
- avec Alexander Nabutovsky, « Variational problems for Riemannian functionals and arithmetic groups », Publications mathématiques de l'IHÉS, vol. 192,‎ 2000, p. 5–62 (lire en ligne).
- Computers, rigidity, and moduli. The large-scale fractal geometry of Riemannian moduli space, Princeton University Press, coll. « M. B. Porter Lectures », 2005 (ISBN 0-691-11889-2)[5].
- avec et Nigel Higson, « The Novikov conjecture for linear groups », Publications mathématiques de l'IHÉS, vol. 101,‎ 2005, p. 243–268 (lire en ligne).
- avec Partha Niyogi et Stephen Smale, « Finding the homology of submanifolds with high confidence from random samples », Discrete and Computational Geometry, vol. 39, nos 1/3,‎ 2008, p. 419–441 (DOI 10.1007/s00454-008-9053-2).
- avec Benson Farb, « Isometries, rigidity and universal covers », Annals of Mathematics Série 2, vol. 168, no 3,‎ 2008, p. 915–940 (DOI 10.2307/40345431).